# Brandon Jacobs
Brandon Jacobs (født 6. juli 1982 i Napoleonville, Louisiana, USA) er en tidligere amerikansk footballspiller, der spillede i NFL som running back. for New York Giants. Han repræsenterede henholdsvis New York Giants og San Francisco 49ers.
Jacobs var en del af det New York Giants-hold, der i 2008 overraskende vandt Super Bowl XLII efter sejr over New England Patriots.

## Klubber
- New York Giants (2005–2011)
- San Francisco 49ers (2012)
- New York Giants (2013)